# Нила (Ярославская область)
Ни́ла — село в Переславском районе Ярославской области при речке Нилке.

## История
Село Нила было давнишним центром и административным пунктом Нильского стана, существовавшего до конца XVIII столетия. 3 февраля 1532 года великий князь Василий Иванович передал это село во владение Горицкому монастырю. В 1764 году при секуляризации оно перешло в казну.
Церковь Архангела Михаила известна с 1628 года. В XVIII столетии эта церковь была перестроена, но в котором именно году, сведений нет. В 1810 году вместо деревянной церкви усердием прихожан устроен существующий ныне каменный храм. Престолов в нём два: в холодной в честь Казанской иконы Божией Матери, в приделе тёплом во имя архистратига Михаила.

## Население
| 1859 | 1905 |
| ---- | ---- |
| 291  | 296  |

| 1859 | 1905 | 1926 | 2007 | 2010 |
| ---- | ---- | ---- | ---- | ---- |
| 291  | ↗296 | ↗447 | ↘32  | ↘30  |